# Пол Атаназио
Пол Албърт Атаназио (на английски: Paul Albert Attanasio) (роден на 14 ноември 1959 г.) е американски сценарист и продуцент. Негови сценарии са тези на филмите „Телевизионно състезание“, „Разкриване“, „Дони Браско“, „Сфера“, „Всички страхове“ и „Добрият германец“. Изпълнителен продуцент е на хитовия сериал „Д-р Хаус“.